# Miguel Ángel Mato Fagian
Miguel Ángel Mato Fagian (Montevideo; 4 de setiembre de 1953 - desaparecido el 29 de enero de 1982) fue un obrero uruguayo y militante del Partido Comunista de Uruguay, secuestrado en Montevideo en 1982, es considerado el último desaparecido por la dictadura cívico-militar de Uruguay.

## Biografía
Sus padres eran obreros de ANCAP, el padre, y del Frigorífico del Cerro, la madre. 
Realizó estudios de magisterio y unos años en la carrera de Derecho en la Universidad de la República. Trabajaba en la FUNSA (fábrica de neumáticos y artículos de goma) y militaba en el Partido Comunista de Uruguay y era conocido como Gordo Tito.
Estaba casado y tenía una hija, Verónica, quien el 15 de febrero de 2020 asumió una banca como diputada por el Frente Amplio. En su discurso de asunción, Verónica Mato recordó a su padre mostrando una camiseta roja con la leyenda "Todos somos familiares", de la organización Familiares de Detenidos Desaparecidos.

## Circunstancias de su secuestro
Fue secuestrado el 29 de enero de 1982 en la esquina de las avenidas 8 de Octubre y Larravide en Montevideo y llevado a reclusión en el centro clandestino La Tablada que funcionaba como centro de detención de la OCOA.
Existen dos versiones sobre las circunstancias de su muerte, una señala que habiendo engañado a sus captores, diciéndoles que les indicaría dónde se juntaban otros militantes lo llevaron a unas calles cerca de la empresa FUNSA y allí queriendo escapar fue acribillado. La otra versión es que no habría resistido las torturas a las que fue sometido y que murió en La Tablada.

## Homenajes
Se le han realizado numerosos homenajes y recuerdos entre ellos una placa recordatoria y un árbol plantado en el lugar donde fue visto por última vez.